# Federico de Madrazo y Kuntz
Federico de Madrazo y Kuntz (Róma, 1815. február 9. – Madrid, 1894. június 10.) spanyol festőművész. 

## Életpályája
José de Madrazo y Agudo fia. Előbb apja, majd Párizsban Winterhalter tanítványa volt. Festett történeti képeket és arcképeket. Delaroche értelmében vett romantikus. Leghíresebb képei: Bouillon Gottfriedet jeruzsálemi királlyá kiáltják ki (1839, Versailles), Mária Krisztina mint apáca VII. Ferdinánd ágyánál (1843). Kedvelt arcképfestője volt a spanyol arisztokráciának. 1835-ben sógorával, Eugenio de Ochoával megalapított az El artista c. művészeti lapot. Udvari festő és tanár volt a madridi akadémián. 
1868-ban és újra 1881-töl haláláig a Museo del Prado igazgatója volt.

## Forrás
- Művészeti Lexikon 2. L-Z (Budapest, 1935) 55. old.. adt.arcanum.hu. (Hozzáférés: 2022. június 11.)